# Ленково
Лѐнково е село в Северна България. То се намира в община Гулянци, област Плевен.

## География
Селото е на около 30 км от Плевен, по посока на р. Дунав. Разположено е на няколко хълма.

## История
Старото име е Коприва. След това селото е кръстено на Ленко Нанков Мишев (партизанин).
Антична крепост в източния край на село Ленково, на десния бряг на местната река Барата, в Муселиевска махала (Муселиевски път) на 0.75 км от центъра на селото. Теренът е естествено защитен и се издига над речното корито. Площта на крепостта е около 20 дка. Крепостните стени са били изградени от ломен камък, споен с бял хоросан. В днешно време няма видими останки от крепостта. Надморска височина: 134 м. GPS координати: 43*34’35” С.Ш. и 24*43’13” И.Д. 

## Религии
Населението изповядва предимно източноправославното християнство.

## Редовни събития
- Всяка година на Йордановден и Ивановден се провежда обичая „Лудите Булки“.
- Вече пета година се провежда и сбор в село Ленково. Тази година той се проведе на 28 и 29 септември